# Peipsidrilus
Peipsidrilus är ett släkte av ringmaskar. Peipsidrilus ingår i familjen glattmaskar.
Släktet innehåller bara arten Peipsidrilus pusillus.